# Mabel Bent
Mabel Virginia Anna Bent (Condado de Meath, 28 de enero de 1847 - Londres, 3 de julio de 1929), de soltera Hall-Dare, también conocida como señora J. Theodore Bent, fue una exploradora, excavadora, escritora y fotógrafa anglo-irlandesa. Con su esposo, J. Theodore Bent (1852–1897) pasó dos décadas (1877–1897) viajando, recolectando e investigando en regiones remotas del Mediterráneo Oriental, Asia Menor, África y Arabia.

## Infancia
Bent nació el 28 de enero de 1847, segunda hija de Frances Anna Catherine (de soltera Lambart) (c. 1819–1862) y Robert Westley Hall-Dare (1817–1866). Su lugar de nacimiento fue la propiedad de su abuelo, Beauparc, en el río Boyne en el condado de Meath, Irlanda. Poco después de su nacimiento, la familia se trasladó a Temple House, en el condado de Sligo, antes de trasladarse, a principios de la década de 1860, al condado de Wexford, adquiriendo allí la propiedad que más tarde se convertiría en Newtownbarry House, en Newtownbarry (actual pueblo de Bunclody). Durante su adolescencia, Bent sufrió varias pérdidas familiares, entre ellas a sus padres y a sus dos hermanos. Bent y sus hermanas fueron educadas con tutores e institutrices privados.

## Matrimonio y viajes
Siendo primos lejanos (a través de los Lambart), y habiéndose conocido en Noruega, Bent se casó con J. Theodore Bent el 2 de agosto de 1877 en la iglesia de Staplestown. Ambos contaban con suficientes medios económicos y se establecieron primero en el 43 Great Cumberland Place, cerca de Marble Arch, en Londres, para más tarde trasladarse a Arch en el número 13. Permaneció en esa misma casa alquilada hasta su propia muerte en 1929, 34 años después de la muerte de Theodore en 1897.
Su primer viaje les llevó a Italia a finales de la década de 1870. Theodore, que estudió historia en la Universidad de Oxford se interesó por Garibaldi y la unificación de Italia.
En el invierno de 1882/3, los Bent realizaron un breve viaje por Grecia y el Mediterráneo oriental, desembarcando, de regreso a Irlanda, en las islas Cicládicas de Tenos y Amorgos para asistir a las celebraciones de Semana Santa. Regresaron a finales de año a la misma región, las Cícladas griegas, y sus relatos figuran en la obra de Theodore The Cyclades, or Life Among the Insular Greeks (1885), Fue durante este viaje cuando Bent comenzó lo que llamaba sus Crónicas, esencialmente sus notas y diarios de viaje que su marido iba a utilizar a su regreso para ayudarle a escribir sus artículos y documentos. Su colección de cuadernos se encuentra actualmente en los archivos de la Hellenic and Roman Library, Senate House, Londres. Varias de sus cartas desde África y Arabia se conservan en la Royal Geographical Society de Londres.
En general, el matrimonio Bent pasaba los meses de invierno y primavera viajando, y utilizaban los veranos y otoños para escribir sus hallazgos y preparar sus próximas campañas. Sus ámbitos geográficos de interés pueden agruparse a grandes rasgos en tres áreas principales: Grecia y el Mediterráneo oriental (mediados de la década 1880), África (principios de la década de 1890) y el sur de Arabia (mediados de la década de 1890). Muchos de los hallazgos y adquisiciones que la pareja recogió en sus viajes se encuentran en el Museo Británico y en el Museo Pitt Rivers de Oxford. Algunos ejemplos de los trajes de las islas griegas que Mabel Bent trajo de Grecia se encuentran hoy en día en el Museo de Victoria y Alberto de Londres y en el Museo Benaki de Atenas. 
Muchas de las adquisiciones de los Bent en el extranjero permanecieron con ella hasta sus últimos años. En 1926 regaló una gran cantidad al Museo Británico. También tenía la costumbre de abrir su casa para eventos benéficos para mostrar su colección. Fueron descritos como "más interesantes que muchos museos".
Para su viaje a lo que hoy se conoce como las islas griegas del Dodecaneso (entonces turcas) en 1885, Bent viajó con su equipo fotográfico y, desde entonces, se convirtió en fotógrafa de la expedición. Se conservan pocas de sus fotografías originales, pero muchas se utilizaron para las ilustraciones que aparecen en los libros y artículos de su marido, y las diapositivas de linterna que realzaron sus conferencias en la Royal Geographical Society de Londres y en otros lugares.
En la isla cicládica de Antiparos, a principios de 1884, los ingenieros de minas locales, Robert y John Swan, mostraron a los Bent algunas tumbas prehistóricas. Theodore emprendió investigaciones arqueológicas de aficionado en dos yacimientos de la isla y regresó a Londres con restos de esqueletos que se encuentran en el Museo de Historia Natural, y muchos hallazgos de cerámica, minerales y obsidiana que ahora forman una parte importante de la colección cicládica del Museo Británico. Poco después de regresar publicó el material y se inició en su carrera como arqueólogo/etnógrafo, en la que su esposa iba a ser fundamental.
En el pueblo de Komiaki, en Naxos, en enero de 1884, conoció a Matthew Simos, nativo de Anafi, que se convirtió en su traductor en la mayoría de sus futuras expediciones.

### Los viajes (1880 – 1890)[23]
- 1883: Zonas de Turquía y Grecia
- 1884: Las Cícladas griegas
- 1885: El Dodecaneso griego
- 1886-1888: El Egeo septentrional, y a lo largo de la costa turca
- 1889: Baréin, para excavar los túmulos de Dilmun, pasando por la India y, de sur a norte, a lo largo de Irán a caballo
- 1890: A lo largo de la costa turca y Armenia
- 1891: Mashonalandia (actual Zimbabue) en nombre de Cecil Rhodes para explorar el emplazamiento del Gran Zimbabue
- 1893: Etiopía (Axum)
- 1894: Yemen (Wadi Hadramaut)
- 1895: Mascate, Omán y Dhofar, durante el cual identificaron los restos en Khor Rori
- 1896: Sudán y la costa occidental del Mar Rojo
- 1897: Socotra y Yemen

Los largos viajes que realizaron los Bent a lugares remotos les obligaban a llevar consigo suministros médicos adecuados. Trató de aliviar, en la medida de lo posible, las dolencias que presentaban las personas entre las que viajaban, por ejemplo, en el Wadi Khonab (Hadramaut, Yemen) en enero de 1894, según consta en su diario: "Entre los pacientes trajeron a un bebé... un objeto tan horrible de delgadez y llagas... No teníamos cura, y aunque consultamos sobre ¼ de gota de clorodina, en mucha agua, sentimos que era realmente peligroso entrometerse con la pobre cosa... Theodore les dijo que no podría vivir mucho tiempo y murió esa noche o al día siguiente.

## Viudez y vida posterior
Theodore murió en mayo de 1897 por complicaciones derivadas de la malaria tras un apresurado regreso a Londres desde Adén, donde la pareja fue hospitalizada al final de su último viaje juntos.
Al año siguiente realizó una visita en solitario a Egipto para ver los yacimiento del Nilo. Intentó escribir un último diario, que tituló "Un viaje solitario e inútil". Es el último de sus cuadernos de viaje que se encuentra en los archivos de la Biblioteca Helénica y Romana, en la Casa del Senado de Londres.
Hasta 1914 fue una visitante habitual de Tierra Santa. En Jerusalén, Bent se unió a la Asociación de la Tumba del Jardín, cuyos miembros se dedicaban a preservar una tumba situada justo al lado de la Puerta de Damasco, que creían que era la tumba de Cristo. Bent fue nombrada secretaria de dicha asociación en Londres y más tarde coeditó una actualización de la guía, junto con Charlotte Hussey, una compañera irlandesa, que era la guardiana oficial de la tumba en Jerusalén. Bent y Hussey se pelearon con el funcionario consular local, John Dickson, lo que acabó provocando preguntas a la Cámara de los Comunes y una investigación. Los documentos de los archivos de Ben que existen en el Ministerio de Asuntos Exteriores contienen comentarios como: "Una mujer muy fastidiosa y persistente"; "¿No podría el F.O. hacer que estas mujeres fueran expulsadas del lugar?"; "Sería excelente si la Sra. Bent pudiera ser procesada por difamación"; "Es una persona muy vengativa y odiosa, y ha dado al desafortunado cónsul durante mucho tiempo una gran cantidad de problemas por sus procedimientos viciosos"... Otros incidentes incluyeron una salida solitaria y potencialmente peligrosa a los desiertos de sal alrededor de Jebel Usdum, al sur de Jerusalén, donde su caballo rodó sobre ella, rompiéndose la pierna. Su hermana Ethel tuvo que viajar desde Irlanda para atenderla.

### El Sello Bethel
Algunos autores creen que Bent puede haber estado involucrada en un rompecabezas arqueológico conocido como la controversia del "Sello de Betel". A unos 15 km al norte de Jerusalén, en la aldea de Betel (la actual Beytin/Baytin/Beitin), se encontró en 1957 un pequeño sello de arcilla que parecía idéntico a uno obtenido por Theodore Bent en su viaje al Wadi Hadramaut (Yemen) en 1894. Se ha sugerido que Bent habría depositado el objeto en los restos arqueológicos de Bethel como un reconocimiento hacia su marido, para reforzar sus teorías sobre los primeros vínculos comerciales en la región, en un momento en que los hallazgos de Theodore Bent estaban siendo criticados y su reputación académica cuestionada, especialmente su interpretación de los monumentos del Gran Zimbabue.

### Reconocimiento
Bent fue candidata a posible inclusión entre las primeras mujeres miembros de la Royal Geographical Society. La sugerencia partió de un artículo publicado en The Observer (abril de 1893), en vísperas del debate sobre si debían nombrarse más mujeres en el futuro, tras el primer grupo del año anterior. Este artículo concluye: "La batalla de las mujeres promete ser histórica en los anales de la Sociedad... Sobre la cuestión original de la elegibilidad de las mujeres como miembros de la Sociedad apenas es posible que haya dos opiniones. La Sra. Bishop (Srta. Isabella Bird) y la Srta. Gordon Cumming son damas que seguramente tienen tanto derecho a ser miembros de la Real Sociedad Geográfica como la gran mayoría de los caballeros que escriben F.R.G.S. después de sus nombres, y la Sra. Bent, la Sra. St. George Littledale, la Sra. Archibald Little, y una serie de otras que han compartido los viajes de sus maridos en tierras poco conocidas, y pueden reclamar con justicia los privilegios que confiere la pertenencia a la Real Sociedad Geográfica". Sin embargo, a finales de julio de 1893, el entonces presidente de la RGS, Sir Mountstuart Elphinstone Grant Duff, había dimitido por el fracaso de la votación para seguir admitiendo a las mujeres como miembros y no se admitieron más mujeres.

## Publicaciones
Bent publicó cuatro libros. Southern Arabia (1900) es un libro de viajes que preparó a partir de sus cuadernos y los de su marido y que abarca todos sus viajes por la región. En 1903 publicó una pequeña antología de juegos de cartas para viajeros, A patience pocket book: plainly printed. Basado en su interés por el israelismo británico, apareció en 1908. Su última publicación fue una edición revisada de una guía de la Tumba del Jardín en Jerusalén, The Garden Tomb, Golgotha and the Garden of Resurrection (c. 1920).

## Muerte
Murió en su casa de Londres el 3 de julio de 1929. En su certificado de defunción se menciona "insuficiencia miocárdica" y "artritis reumatoide (crónica)".
Está enterrada con su marido en la parcela de la familia Hall-Dare, en la iglesia de Santa María, Theydon Bois, Essex.